# 바자르
바자르 또는 수크는 여러 개의 작은 노점 또는 상점으로 구성된 시장으로, 특히 중동, 발칸반도, 중앙아시아, 북아프리카 및 남아시아에서 찾아볼 수 있다. 이곳들은 전통적으로 양쪽 끝에 문이 있는 아치형 또는 덮개형 거리에 위치하며 도시의 중심 시장 역할을 했다.
바자르라는 용어는 페르시아어에서 유래했으며, 도시의 공공 시장 구역을 지칭했다. 바자르라는 용어는 때때로 그 지역에서 일하는 상인, 은행가 및 장인을 통칭하기도 한다. 수크라는 용어는 아랍어에서 유래했으며, 중동과 북아프리카의 시장을 지칭한다.
고고학적 증거의 부족으로 바자르의 진화에 대한 상세한 연구는 제한적이지만, 바자르 또는 수크의 존재에 대한 가장 초기 증거는 기원전 약 3000년경으로 거슬러 올라간다. 고대 중동의 도시들은 상업 지구를 포함했던 것으로 보인다. 이후 역사적인 이슬람 세계에서는 바자르가 일반적으로 muḥtasib의 지위와 같은 특정 제도와 덮개형 거리, 영어로는 캐러밴서라이로 알려진 안뜰 건물과 같은 특정 건축 형태를 공유했다. 그 진화와 조직의 정확한 세부 사항은 지역마다 달랐다.
18세기와 19세기에는 동양 문화에 대한 서구의 관심이 중동 국가의 일상생활에 대한 많은 서적 출판으로 이어졌다. 수크, 바자르 및 무역 관련 요소들은 회화와 판화, 소설 및 여행기에서 두드러지게 나타난다.
바자르 또는 시장에서 쇼핑하는 것은 오늘날 많은 중동 및 남아시아 도시와 마을에서 일상생활의 중심적인 특징으로 남아 있으며, 바자르는 서아시아 및 남아시아 생활의 심장부로 남아 있다. 중동에서는 수크가 도시의 구시가지에서 발견되는 경향이 있다. 바자르와 수크는 종종 중요한 관광 명소이다. 여러 바자르 지역은 역사적 및 건축적 중요성으로 인해 유네스코 세계유산으로 등재되었다.

## 용어

### 바자르

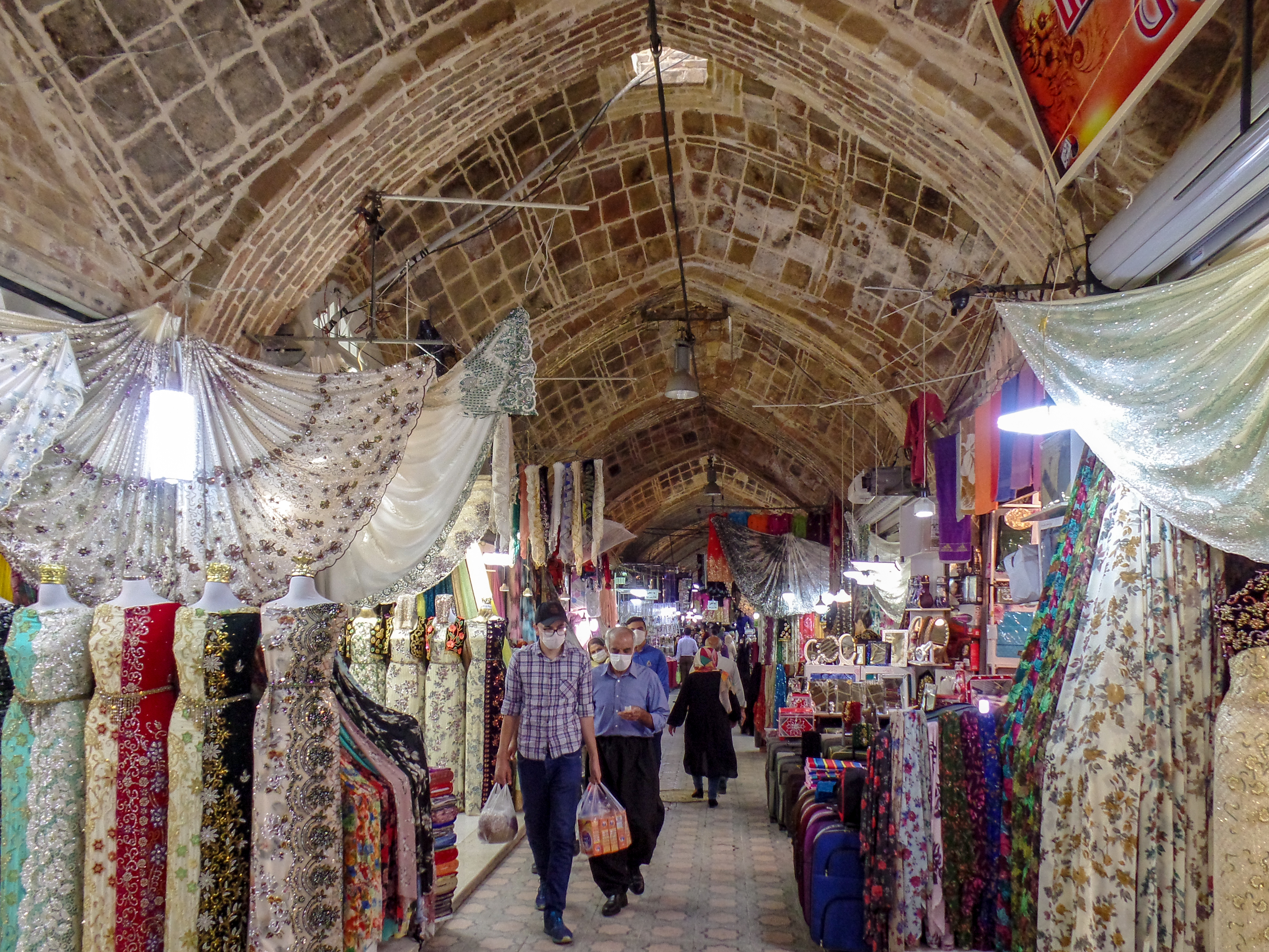
사난다지의 바자르, 이란

"바자르"라는 단어의 어원은 신페르시아어 bāzār에서 유래했으며, 팔라비어 wāzār, 고대 페르시아어 wāčar, 인도이란조어 *wahā-čarana에서 파생되었다. 이 용어는 페르시아어에서 아랍어로 퍼져나가 현재 중동과 인도 아대륙 전역에서 사용된다.
북미와 유럽에서 영어 단어 "bazaar"는 잡화를 파는 가게나 시장을 더 일반적으로 지칭할 수 있다. 또한 자선 목적을 위한 판매 또는 박람회를 지칭하기도 한다(예: 자선 바자회).

### 수크

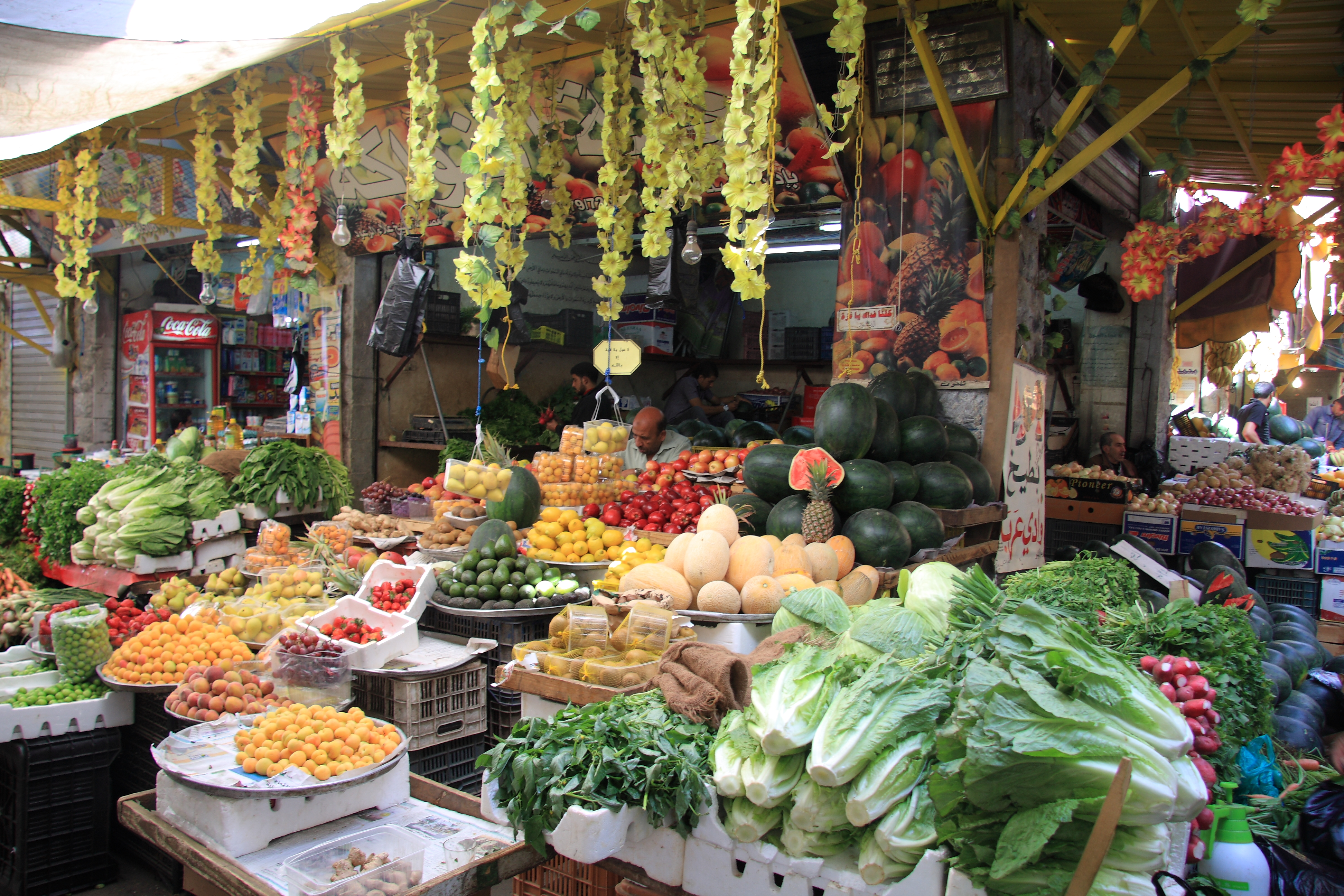
암만, 요르단의 수크

아랍어권에서 "수크"라는 단어는 대략 "바자르"와 동의어이다. 아랍어 단어는 아람어 "šūqā"("거리, 시장")에서 유래했으며, 이는 다시 아카드어 "sūqu"("거리")에서 차용된 것이다. 아랍어 sūq는 19세기에 프랑스어(souk)를 통해 영어로 차용되었다. 영어 단어는 "suq" 또는 "souq"로 표기될 수도 있다.
현대 표준 아랍어에서 al-sūq는 물리적 의미와 추상적 경제적 의미 모두에서 시장을 지칭한다(예: 아랍어 화자는 구시가지의 sūq뿐만 아니라 석유의 sūq에 대해서도 이야기하며, 자유 시장의 개념을 السوق الحرّ, as-sūq al-ḥurr라고 부를 것이다).
이스라엘에서 슈크 또는 슈크 (히브리어: שׁוּק)라는 용어는 아랍어 수크와 공통적으로 아람어에서 유래했으며 일상생활에서 중요한 역할을 한다. 마하네 예후다와 같은 예루살렘의 시장들은 종종 이 지역의 다른 곳에서 볼 수 있는 것과 유사하게 생산품, 향신료, 할바, 심지어 의류까지 파는 덮개형 노점들로 이루어져 있다.

#### 변형
모로코 북부에서는 탕헤르의 그랑드 소코와 쁘띠 소코에서처럼 스페인어에서 변형된 socco가 자주 사용된다.

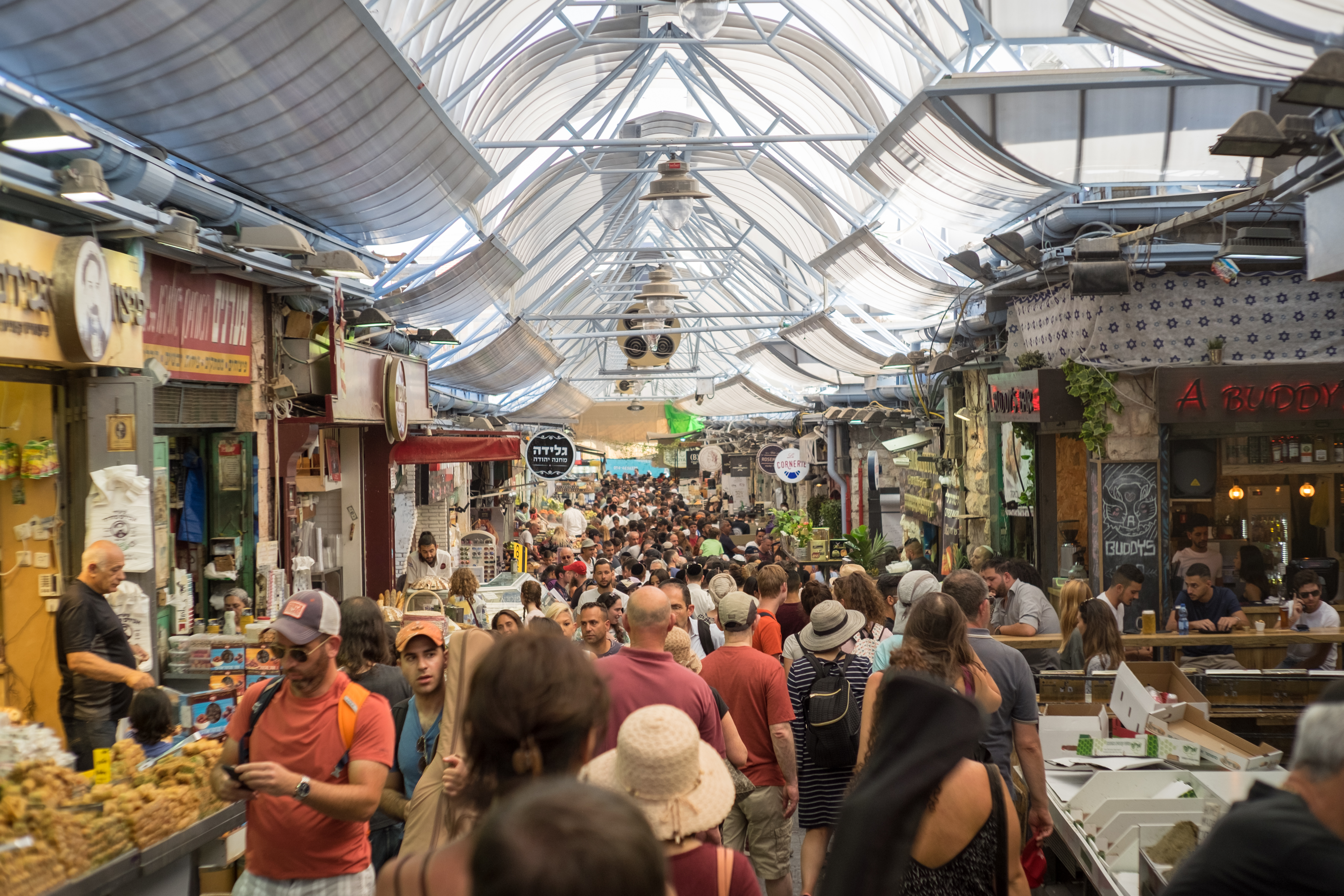
슈크 마하네 예후다, 예루살렘의 인기 있는 슈크로, 종종 간단히 슈크(השוק)라고 불린다.

## 역사

### 고대의 기원
학자 무함마드 가리푸르는 페르시아 역사에서 바자르의 중심성에도 불구하고 고고학적 증거의 부족으로 인해 알려진 바가 상대적으로 적다고 지적했다. 역사 기록에 따르면 바자르 개념은 기원전 3000년경 이란에 존재했으며, 일부 대도시에는 무역 및 상업 전용 지구가 있었다. 고고학적 자료 또한 고대 메소포타미아에 시장 지구가 존재했음을 시사한다. 국제 무역을 위한 시장 중심지는 이집트에 존재했어야 하지만, 이에 대한 고고학적 증거는 발견되지 않았다. 아케메네스 페르시아 (기원전 550-330년)의 문서에는 공예품이 페르세폴리스 근처 시장에서 판매되었음을 나타낸다. 고대 대상 무역로를 따라 바자르 네트워크가 생겨났다. 이 무역로를 따라 위치한 바자르는 주요 도시들을 서로 연결하는 네트워크를 형성하여 상품, 문화, 사람 및 정보가 교환될 수 있도록 했다. 같은 시대의 자료들은 고대 그리스인들이 스토아 건물 주변의 도시 중심 지역에서 무역을 규제했음을 나타낸다. 그리스 도시 계획의 아이디어는 알렉산드로스 대왕의 정복 이후 셀레우코스 시대에 중동으로 퍼져나갔다.
그리스 역사가 헤로도토스는 이집트에서는 다른 문화와 달리 역할이 뒤바뀌어 이집트 여성들이 시장을 자주 방문하고 무역을 했으며, 남성들은 집에서 직물을 짰다고 언급했다. 그는 또한 바빌론 결혼 시장을 묘사했다.
이란의 사산 왕조 통치는 도시화와 상업 발전에 중요한 시기였다. 사산조 이란에서 바자르는 일반적으로 도시의 중심이었고, 그곳에서 다른 동네로 퍼져나가 발전에 영향을 미쳤다. 바자르는 일반적으로 사회경제적 활동의 장 역할을 하는 야외 광장을 포함하거나 그 옆에 있었다.
역사적으로 바자르는 도시 밖에서 들어오는 대상들이 멈추고 상인들이 물건을 내놓는 곳에서도 열렸다. 바자르는 대상 또는 대상들이 도착하여 휴식하고 음식을 취하는 캐러밴서라이에 세워졌다. 이러한 행사가 드물 수 있었기 때문에 수크는 종종 단순히 물건을 사고파는 것을 넘어 다양한 문화 및 사회 활동을 포함하는 주요 축제로 확장되기도 했다. 어떤 바자르든 상업적 기능 외에 사람들이 만나는 장소로서 사회적 기능을 수행할 수 있다.
이슬람 이전의 아라비아에는 두 가지 유형의 수크가 존재했다: 영구적인 도시 시장과 임시 계절 시장. 임시 계절 시장은 특정 시기에 열렸으며 특정 유형의 생산품과 연관되었다. 바레인의 수크 히지르는 대추야자로 유명했고, 수크 아단은 향신료와 향수로 유명했다. 중동이 수크 역사에서 중심적인 역할을 했음에도 불구하고 고고학적 증거의 부족으로 알려진 바가 상대적으로 적다. 그러나 문서 자료에 따르면 기원전 550년경부터 도시에 영구적인 시장이 존재했음을 알 수 있다.

### 이슬람 시대

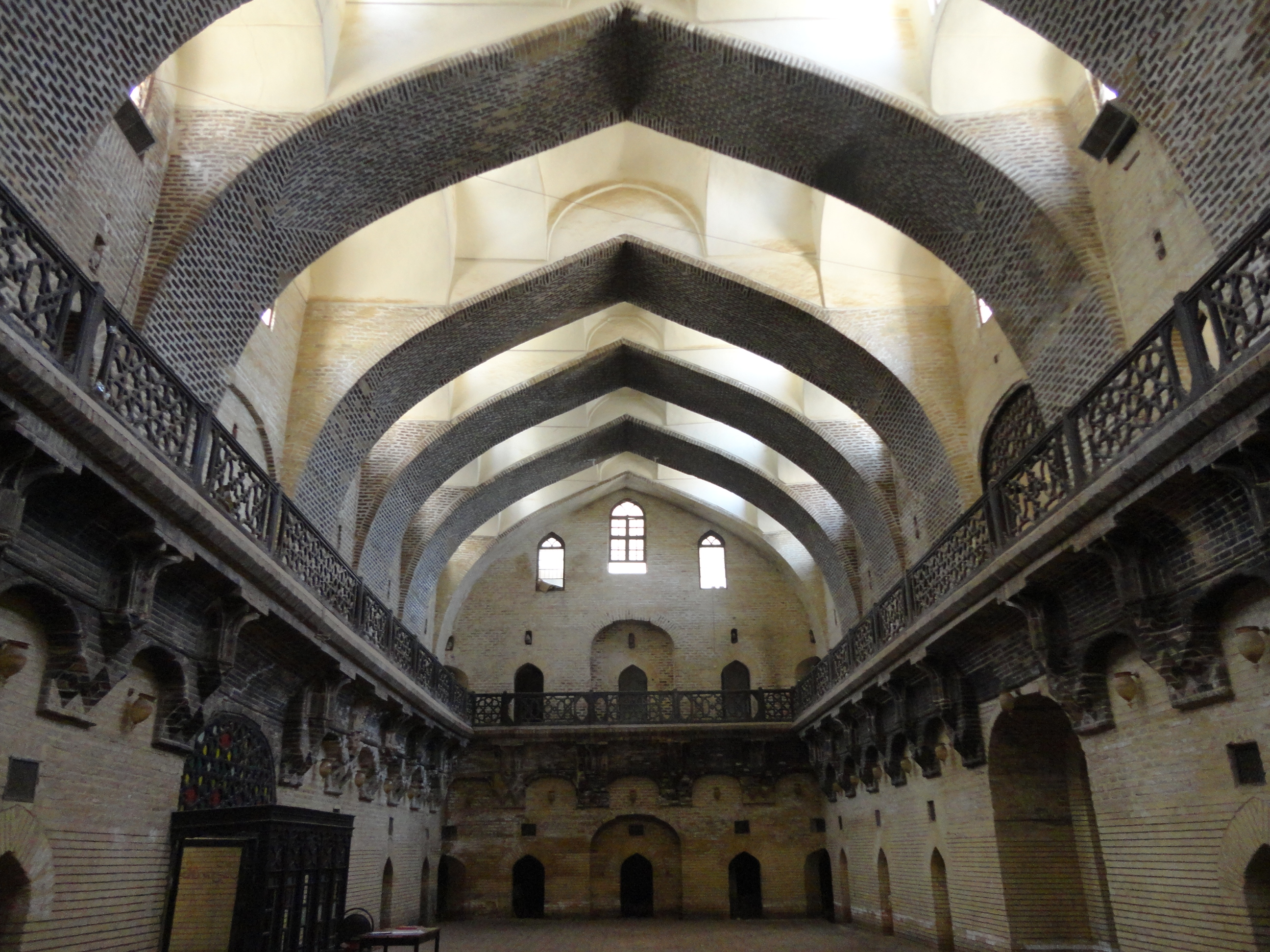
바그다드의 칸 알 미르잔 (14세기), 이슬람 세계에서 가장 오래 보존된 도시 상업 건축물 중 하나

전통적인 무슬림 서사에 따르면, 무함마드는 헤지라 중 서기 622년에 메디나에 도착한 직후 시장(sūq)을 세웠다. 그는 개방된, 건축물이 없는 공간을 시장 지역으로 지정하고, 이 지역에 영구적인 건축물을 짓거나 세금을 부과하는 것을 금지했다. 8년 후, 그는 시장 감독관('āmil 'alā l-sūq)을 임명했다고 전해지는데, 이 직책은 이후 이슬람 도시에서 공중 도덕을 감독하고 도량형을 규제하는 관료인 muḥtasib로 발전했을 가능성이 크다.
경제생활에서 바자르의 중요성과 꾸란에서 시장 용어의 두드러짐에도 불구하고, 바자르의 초기 역사에 대해서는 알려진 바가 많지 않으며, 이는 현재 진행 중인 연구 주제로 남아 있다. 이슬람 세계에서 현존하는 대부분의 도시 상업 건축물은 16세기 이후의 것이지만, 일부 보존된 도시 캐러밴서라이(일반적으로 funduq, khān, 또는 wakāla로 알려짐)는 더 이전 시기의 것이다. 이 중 가장 오래된 것은 1359년에 더 큰 건축 단지의 일부로 지어진 바그다드의 칸 알 미르잔이다.

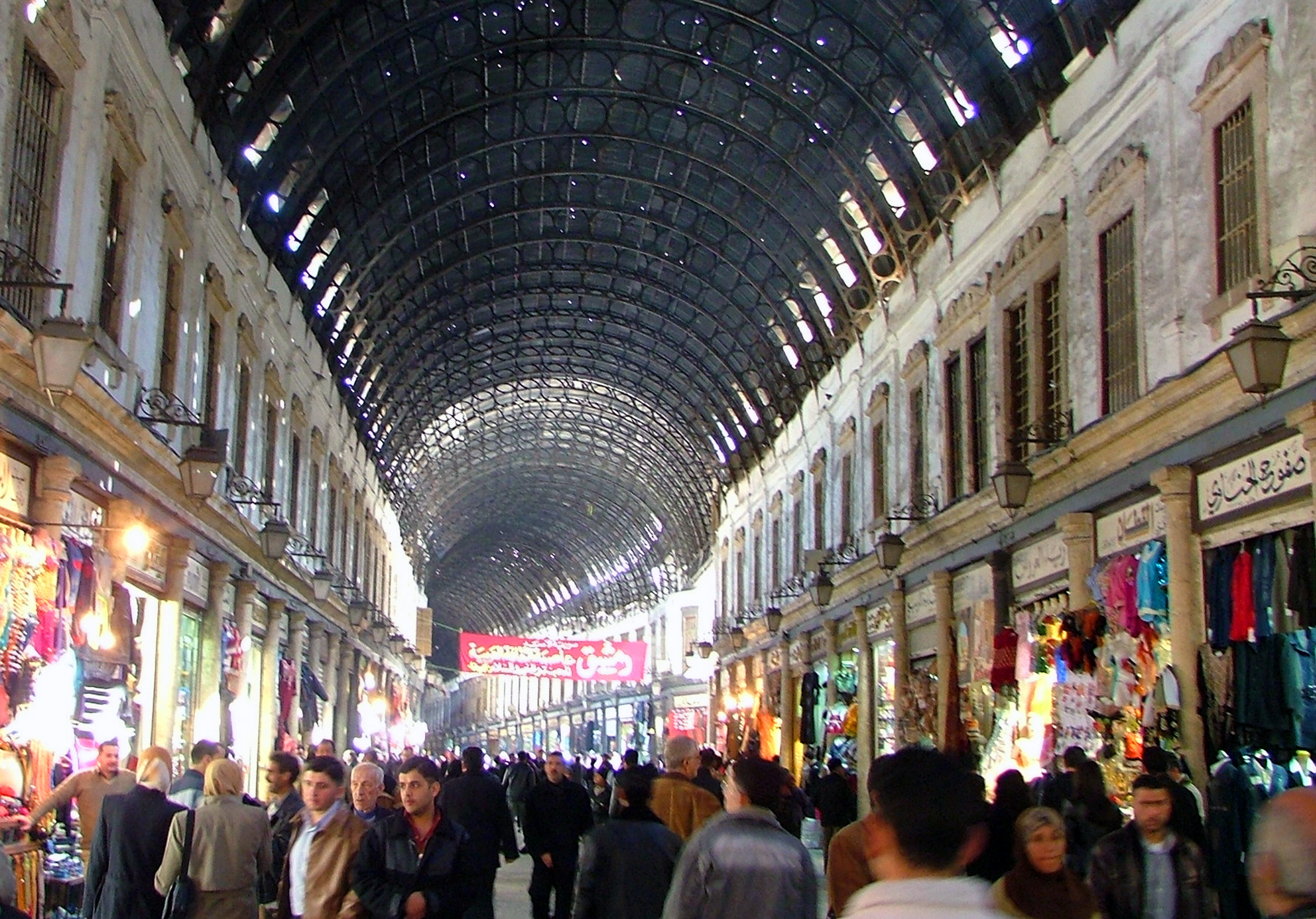
다마스쿠스의 알하미디야 수크

무함마드의 시장 내 영구 건물 건축 및 세금 부과 금지는 우마이야 시대 (7세기에서 8세기)부터 무시되기 시작했다. 우마이야 칼리프 무아위야 1세와 히샴 이븐 압드 알말리크는 모두 메디나 시장에 건물을 짓고 세금을 부과했으며, 이라크의 바스라, 이집트의 푸스타트, 튀니지의 카이르완과 같은 초기 이슬람 도시들에서는 목적에 맞게 지어진 시장들이 건설되었다. 이 과정은 특히 히샴 이븐 압드 알말리크 (r. 724–743)의 통치 기간 동안 가속화된 것으로 보인다. 가장 중요하거나 값비싼 상품을 판매하는 시장은 일반적으로 도시의 중앙 금요 모스크 근처에 위치했다. 카이로와 알레포와 같은 일부 도시에서는 주요 바자르가 처음에는 하나의 중요한 거리를 따라 집중되었다가 점차적으로 성장하여 주변 거리로 확장되었다.

이란의 이슬람 시대에는 바자르가 사산조 시대와 같은 방식으로 발전했다. 11세기까지 바자르는 형식적인 도시인 샤흐리스탄을 둘러싼 성벽 밖 교외 지역에서 더 흔하게 발전했다. 이는 중앙아시아에서 특히 그러했지만, 바자르가 성채와 도시의 금요 모스크와 함께 성벽 안에 모여 있는 일부 지역에서는 예외도 있었다. 11세기 이후, 교외와 상업 지구의 중요성이 커지면서 대부분이 새로 확장된 도시 성벽 안에 포함되었다. 10세기부터 바자르는 도시의 금융 중심지가 되었고, 지배 엘리트들의 큰 후원과 발전을 받았다. 바자르, 성채, 금요 모스크의 집합 또한 더욱 흔해졌다.

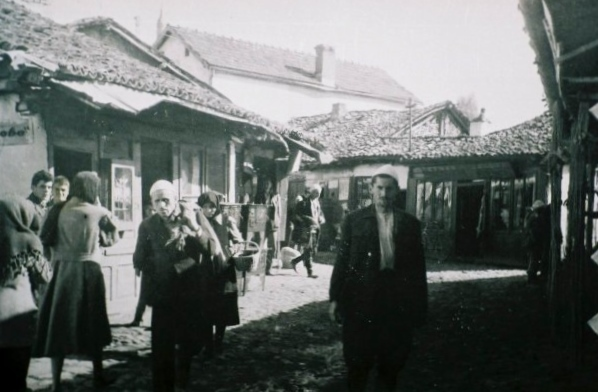
코소보 프리슈티나의 옛 바자르

맘루크 술탄국 (13세기 ~ 16세기)과 오스만 제국 (14세기 ~ 20세기) 시대에는 바자르 안팎에 상업 건물을 짓는 것이 술탄, 지배 엘리트, 또는 오스만 왕실 구성원들의 후원을 받는 경우가 많았다. 이러한 건물에서 발생하는 수입은 일반적으로 와크프 (법적 기부금)라는 법적 틀을 통해 이들 후원자들이 후원하는 종교 단지의 유지 보수를 지원하는 데 사용되었다.

### 21세기

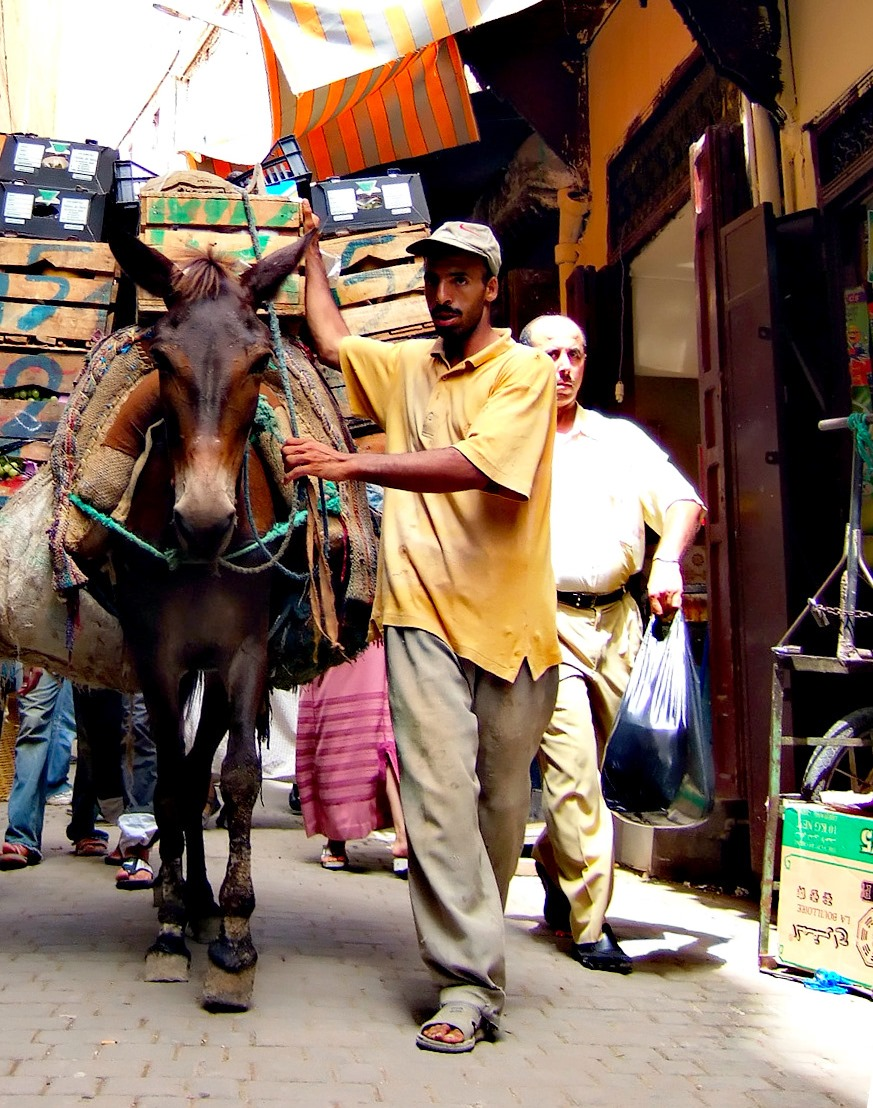
모로코 페스의 차량 통행이 금지된 메디나 구역에서 물건을 나르는 노새

중동에서 바자르는 "도시의 심장부이자 이슬람 건축과 문화의 중요한 상징"으로 여겨진다. 오늘날 바자르는 인기 있는 관광 명소이며, 이들 고대 바자르 중 일부는 역사적, 문화적 또는 건축적 가치를 기반으로 세계 유산 또는 국가 기념물로 등재되었다.
모로코 페스의 메디나는 수많은 긴 시장 거리(예: 탈라아 케비라)와 바자르 지역(예: 키사리아트 알키파)을 포함하며, 1981년에 유네스코 세계유산으로 등재되었다. 알마디나 수크는 알레포에 있는 세계에서 가장 큰 덮개형 역사 시장으로, 길이는 약 13킬로미터에 달한다. 이곳은 시리아의 고대 알레포의 일부이며, 1986년부터 유네스코 세계유산으로 지정되었다. 타브리즈의 바자르 단지는 2010년에 유네스코에 등재되었다. 라르의 카이사리예 바자르는 2007년부터 유네스코 세계유산 잠정 목록에 올라 있다. 이즈미르의 케메랄트 바자르는 2020년에 잠정 목록에 추가되었다.

## 조직 및 기관
수크 또는 시장에서 쇼핑하는 것은 중동 대부분 지역의 일상생활의 일부이다. 가격은 일반적으로 구매자와 판매자 간의 흥정을 통해 정해진다.
바자르 또는 수크는 전통적으로 특정 유형의 제품을 취급하는 전문 구역으로 나뉘며, 각 구역은 보통 몇 개의 좁은 거리에 위치하고 금 수크, 직물 수크, 향신료 수크, 가죽 수크, 서점 수크 등 전문화된 제품의 이름을 따서 명명된다. 이는 판매자 간의 경쟁을 촉진하고 구매자가 쉽게 가격을 비교할 수 있도록 돕는다. 각 거래에 특화된 상인들은 또한 길드로 조직되어 상인뿐만 아니라 고객에게도 지원을 제공했다. 조직의 정확한 세부 사항은 지역마다 달랐다. 각 길드에는 회원들이 따라야 할 규칙이 있었지만, 경쟁을 허용할 만큼 충분히 느슨했다. 길드는 또한 노동조합과 유사한 일부 기능을 수행했으며, 필요한 경우 상인을 대신하여 정부와 협상하거나 그들의 이익을 대변할 수 있었다.
도시 내의 각 구역마다 식료품과 기타 필수품을 파는 지역 수크가 있었지만, 주요 바자르는 대도시의 중심 구조물 중 하나로 내구재, 사치품을 팔고 환전과 같은 서비스를 제공했다. 판매용 상품이 생산되는 작업장(현지 생산품을 파는 상인의 경우)은 일반적으로 수크 자체에서 떨어져 위치한다.
역사적으로 이슬람 도시에서 muḥtasib는 바자르와 도시 생활의 다른 측면을 규제하고 감시하는 책임 있는 관료였다. 그들은 도량형, 가격 책정, 청결, 소음, 교통 흐름 등을 모니터링했으며, 공중 도덕과 관련된 다른 문제도 담당했다. 그들은 또한 부정 행위나 상품 품질에 대한 불만을 조사했다. 이와 동등한 관료는 이스탄불의 케드코다나 델리의 아미르 이 바자리얀과 같이 지역에 따라 다른 명칭으로 불릴 수 있었다. 마그레브 (북서 아프리카)에서는 muḥtasib가 카디 또는 hakim와 같은 다른 관료들과 책임을 분담했다.

## 배치 및 건축

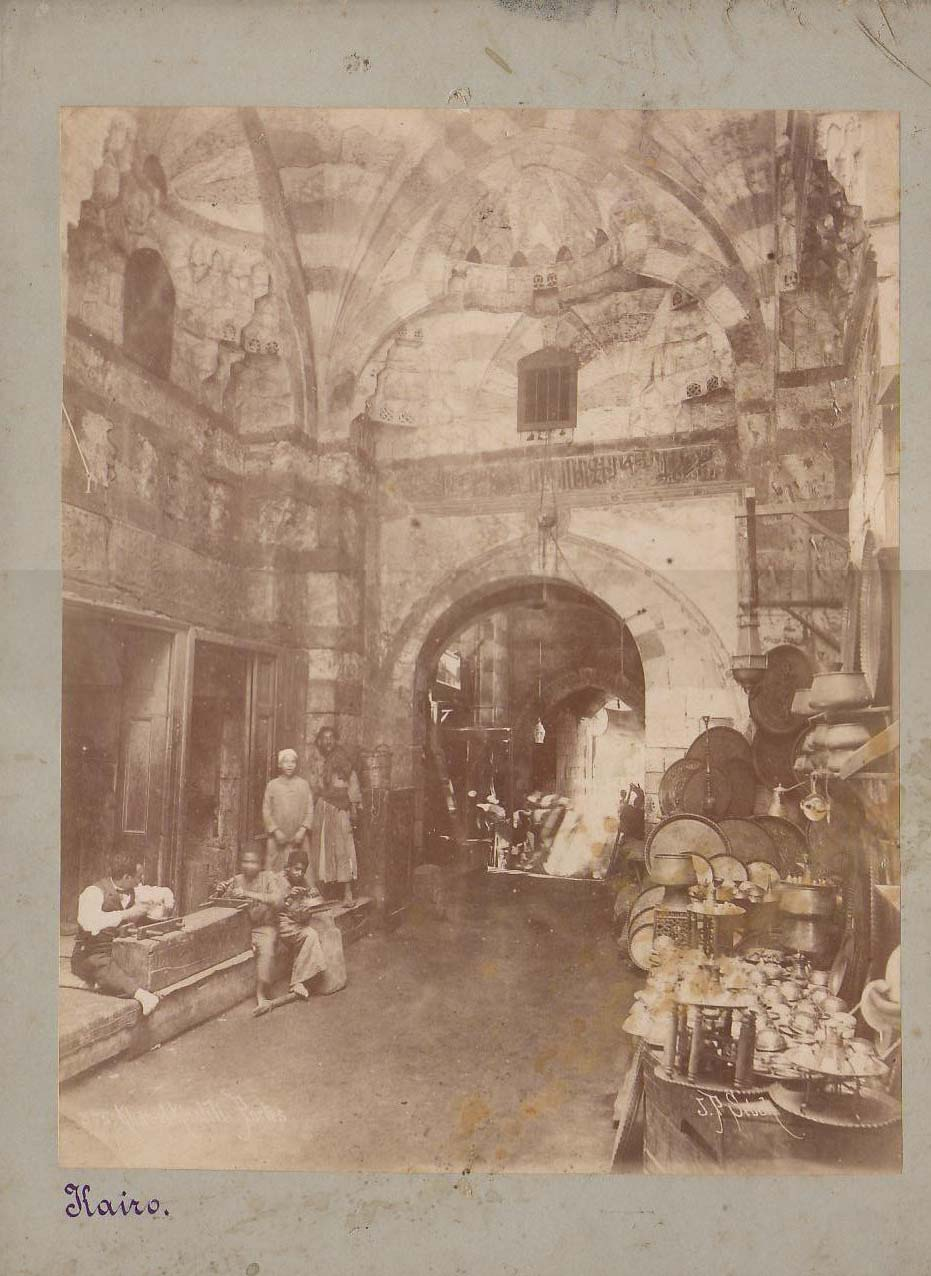
카이로의 중심 바자르인 칸 엘 칼릴리 (1880년대 사진)

영구적인 바자르는 도심 지역, 대개 성벽 안에, 도시의 중심부에 가깝게 자리 잡았다. 중동과 북아프리카의 많은 지역에서 바자르는 거리와 건물을 포함한 상호 연결된 공간들의 네트워크이며, 다양한 건축 형태를 가지고 있다. 그 경계는 명확하게 정의되지 않으며, 바자르가 도시 환경과 다른 중요한 도시 기관들과 밀접하게 통합되어 있기 때문에 상황에 따라 달라질 수 있다.
이 지역의 바자르들은 매우 다양하지만, 일반적인 시장 거리 네트워크 외에 세 가지 반복되는 요소가 있다. 한 가지 요소는 시장 거리 양쪽에 늘어선 개별 상점 또는 점포이다. 상점들은 대개 거리로 개방된 작은 공간이며 상인들이 차지한다. 보통 상점 주인이 없을 때 닫고 잠글 수 있는 큰 셔터가 설치되어 있다. 또 다른 요소는 보통 중앙에 위치하며 덮개나 지붕이 있는 거리로 구성된 더 안전한 시장 지역이다. 이 복합 단지는 도시나 역사적 시대에 따라 카이사리야, 베데스텐, 또는 칸으로 다양하게 알려져 있다. 이곳은 보통 보석, 향수, 직물과 같은 가장 권위 있고 수익성이 좋은 거래를 주최했다. 이러한 상품을 보호하기 위해 이 지역의 입구는 밤이나 위험 시에 닫고 잠글 수 있었다. 다른 반복되는 요소는 단일 대형 출입구를 통해 들어가는 안뜰 건물의 존재이다. 종종 영어로 캐러밴서라이로 번역되는 이 유형의 건물은 지역에 따라 푼둑, 칸, 삼사라, 또는 와칼라로 알려져 있다. 이곳은 여행자와 상인을 위한 여관, 제조 센터, 무역 장소, 또는 창고를 포함한 다양한 기능을 수행할 수 있었다.

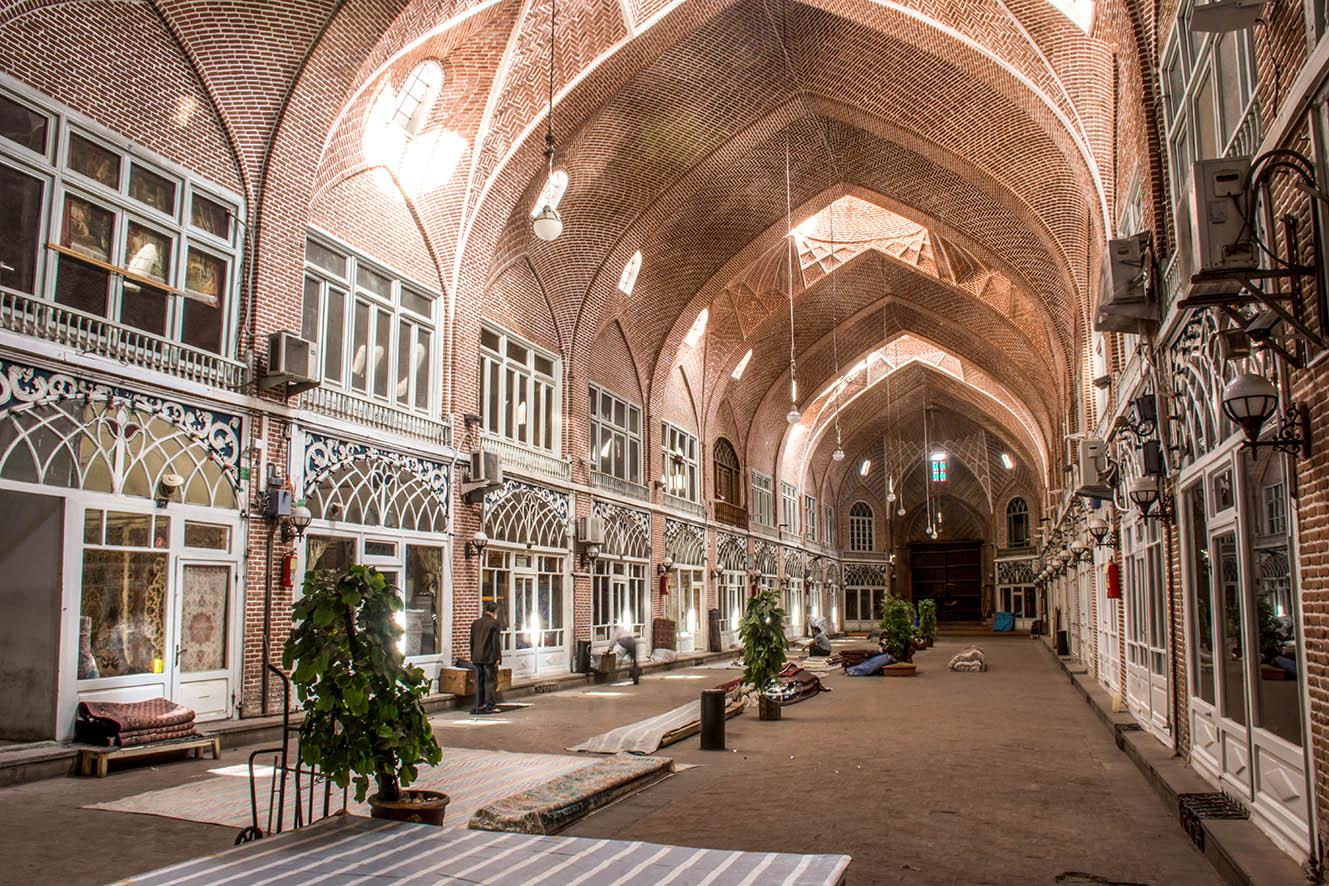
타브리즈 바자르의 덮개형 시장 거리

이란과 중앙아시아에서 영구 바자르는 마찬가지로 도시의 중심에 위치하며 공통적인 건축 요소를 가지고 있다. 이러한 바자르는 도시의 금융 중심지 역할을 했으며 전통적으로 국가의 감독을 받았다. 일부 이란 바자르는 다른 시장 거리들이 갈라져 나오는 하나의 긴 시장 거리를 중심으로 조직되어 있으며(예: 이스파한 또는 테헤란), 다른 일부는 평행하고 교차하는 거리의 격자형 네트워크를 가진 큰 직사각형 구역이다(예: 타브리즈). 거리에는 상점 공간을 포함하는 1층 또는 2층 건물이 늘어서 있다. 거리는 일반적으로 벽돌 아치형 지붕으로 덮여 있으며, 채광창이 뚫려 빛과 공기 순환을 가능하게 한다. 상점은 판매용 상품이 생산되는 작업장과 인접하거나 연결되어 있어, 제조와 소매가 종종 같은 지역에 집중되지만, 일부 생산(특히 직물)은 도시의 다른 지역에도 분산되어 있었다. 서쪽의 바자르와 마찬가지로, 이 지역에도 많은 칸(캐러밴서라이)이 건설되었다. 이곳은 창고, 생산 센터, 도매 센터, 상인 숙소, 비즈니스 수행을 위한 사무실 역할을 했다.

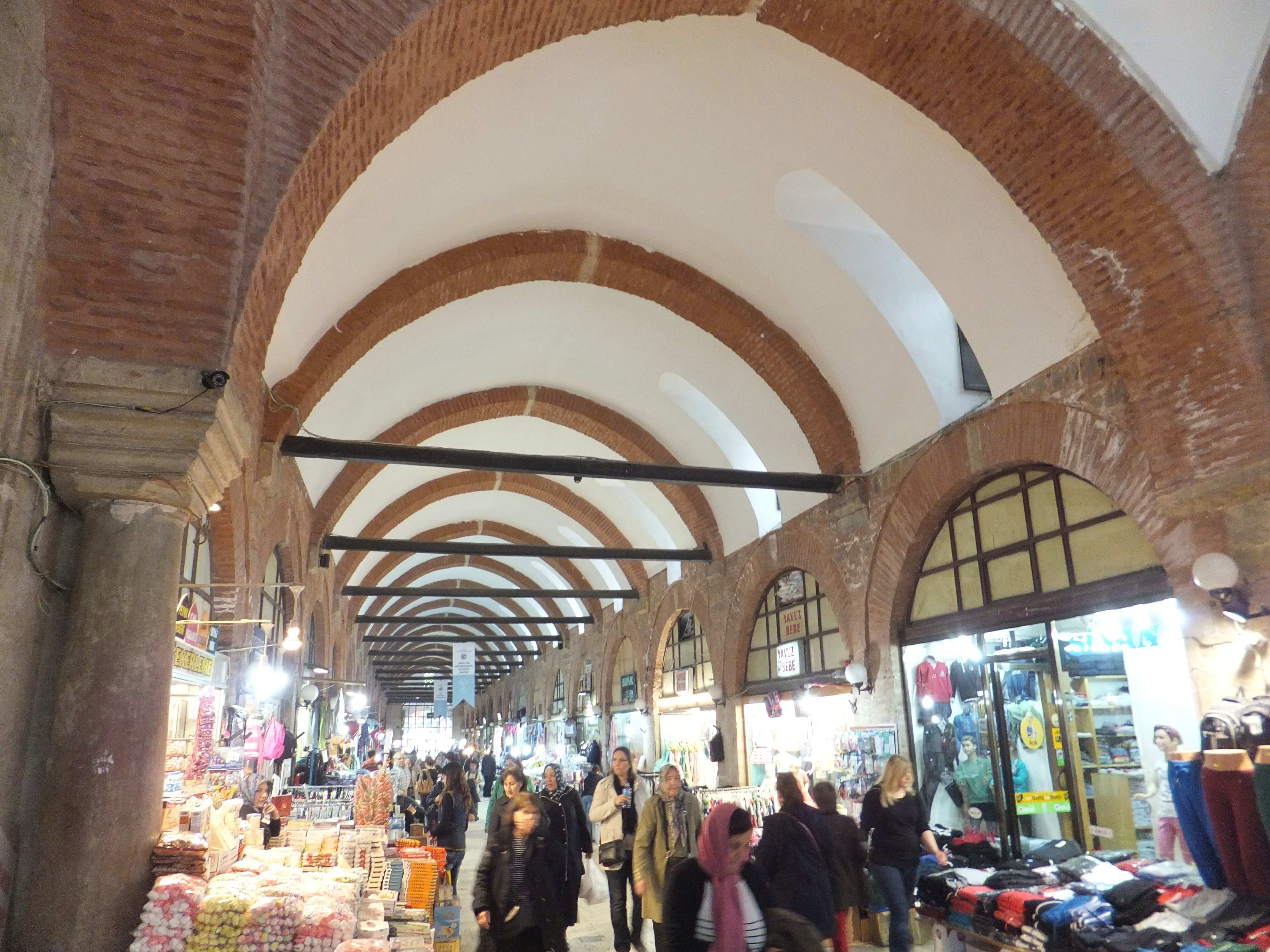
에디르네의 셀리미예 모스크 복합 단지의 아라스타

오스만 제국 아래에서 발전한 도시들에는 일반적으로 터키어로 차르시라고 불리는 중앙 바자르 지역이 있었다. 이스탄불의 카팔르차르슈('덮개 시장'이라는 현지 명칭)는 유명한 예이다. 또한, 몇 가지 유형의 시장 구조가 흔했다: 베데스텐, 아라스타, 그리고 한 (칸의 튀르크어 동계어이다). 오스만 베데스텐은 단단한 석조 건물로, 일반적으로 직사각형이며 돔으로 덮여 있었고 내부에 상점들이 있었다. 다른 지역의 카이사리야나 베데스텐처럼 가장 중요하고 고급스러운 거래를 주최했다. 아라스타는 일반적으로 길게 늘어진 시장 구조 또는 시장 거리로, 건물 외관을 따라 상점들이 늘어서 있었다. 아라스타는 주요 바자르 지역 밖에 지어진 독립적인 시장일 수 있었는데, 에디르네의 셀리미예 모스크 복합 단지나 이스탄불의 술탄 아흐메트 모스크 복합 단지와 같은 대형 종교 복합 단지의 일부로 지어졌다. 이스탄불의 므스르 차르슈('이집트 시장')도 가장 크고 잘 알려진 예 중 하나이다. 한은 다른 칸 또는 캐러밴서라이 건물과 기능이 유사하며, 두 층으로 둘러싸인 안뜰이 있다. 1층은 일반적으로 창고와 말 마구간으로 사용되었고, 위층은 상인들을 수용했다.

## 임시 수크

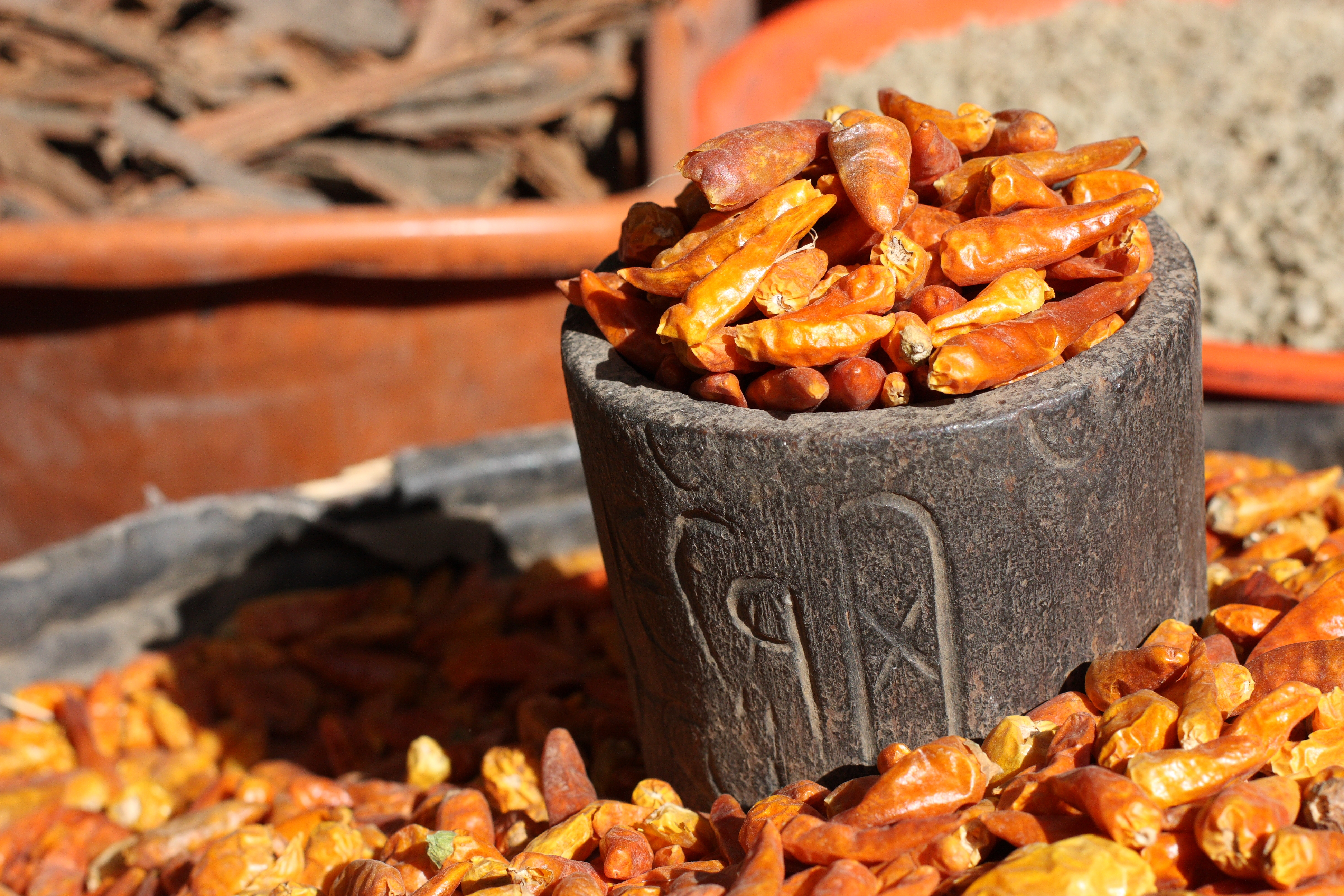
사나의 수크 알 밀흐의 카옌 페퍼

임시 계절 수크는 연간, 월간 또는 주간으로 정해진 시간에 열린다. 가장 오래된 수크는 매년 열렸으며, 일반적으로 도시 외곽에서 열리는 대규모 축제였다. 예를 들어, 수크 우카드는 이슬람 이전 시대에 메카와 타이프 사이의 지역에서 성월인 줄카다 동안 매년 열렸다. 바쁜 시장이었지만, 알 한사와 알 나비가와 같은 저명한 시인들이 심사하는 시 경연대회로 더 유명했다. 이슬람 연간 수크의 예로는 바스라 바로 외곽의 알 미르비드가 있는데, 이곳 또한 이야기 활동 외에 시 경연대회로 유명했다. 임시 수크는 특정 유형의 생산품으로 유명해지는 경향이 있었다. 예를 들어, 바레인의 수크 히지르는 대추야자로 유명했고, 수크 아단은 향신료와 향수로 유명했다. 정치적, 경제적, 사회적 변화로 인해 현재는 주로 가축과 농산물을 판매하는 작은 마을 외곽의 소규모 계절 수크만 남아 있다.
주간 시장은 아랍 세계 전역에서 계속 운영되고 있다. 대부분은 열리는 요일의 이름을 따서 명명된다. 이들은 보통 도시 내부에 사용하도록 특별히 지정된 개방 공간을 가지고 있다. 현존하는 시장의 예로는 중고품 판매를 전문으로 하는 암만의 수요일 시장, 매주 금요일 바그다드에서 애완동물 판매를 전문으로 하는 가지르 시장, 마라케시의 피나 시장은 노래, 음악, 곡예, 서커스 활동과 같은 공연을 제공한다.
계절 수크가 운영되던 부족 지역에서는 잉여 물품의 방해받지 않는 교환을 허용하기 위해 수크 운영 기간 동안 부족 갈등으로부터의 중립이 일반적으로 선언되었다. 일부 계절 시장은 연중 특정 시기에 열렸으며 특정 유형의 생산품과 연관되었다. 예를 들어 바레인의 수크 히지르는 대추야자로 유명했고 수크 아단은 향신료와 향수로 유명했다. 중동 시장의 중요성에도 불구하고 고고학적 증거의 부족으로 알려진 바가 상대적으로 적다.

## 미술과 문학 – 오리엔탈리즘
18세기와 19세기 동안 유럽인들은 북아프리카와 레반트의 일부를 정복하고 발굴했다. 이 지역들은 현재 중동이라고 불리지만, 과거에는 동양으로 알려져 있었다. 유럽인들은 사람들을 유럽 서양과 동양의 두 가지 큰 집단으로 명확하게 나누었다. 유럽인들은 종종 동양인을 서양 문명의 반대편으로 보았다. 그들은 "독재적이고, 정적이며, 비합리적이었고, 반면 유럽은 민주적이고, 역동적이며, 합리적"으로 여겨졌다. 동시에 동양은 이국적이고 신비로우며, 전설과 아름다움의 장소로 여겨졌다. 이러한 타자에 대한 매혹은 오리엔탈리즘으로 알려진 회화 장르를 낳았다. 근대 초기에는 동양 소설과 여행기가 번성했다.

### 주제
이 작품들 중 많은 것들이 동양 생활의 일상적인 장면, 시장과 시장 무역 장면을 화려하게 새긴 그림들로 장식되었다. 예술가들은 그 땅의 이국적인 아름다움, 즉 시장, 캐러밴, 뱀 조련사에 초점을 맞췄다. 이슬람 건축 또한 좋아하는 주제가 되었다. 이 작품들 중 일부는 동양에서의 유럽 제국주의를 정당화하기 위한 선전이었지만, 많은 예술가들은 자신들의 일상적인 경험에서 영감을 얻어 작품을 만들었다. 예를 들어, 인도에서 태어난 찰스 도일리는 다카의 유적(Antiquities of Dacca)을 출판했는데, 다카 [현재 방글라데시 다카]의 시장, 상업, 건물, 거리 풍경을 담은 15점의 판화 연작이 실려 있다. 유럽 사회는 일반적으로 누드화를 좋지 않게 여겼지만, 하렘, 첩, 노예 시장은 준다큐멘터리 작품으로 제시되어 포르노그래피 예술에 대한 유럽인들의 욕구를 충족시켰다. 베일을 쓴 동양 여성은 특히 유혹적인 대상이었는데, 그녀는 시야에서 숨겨져 있어 신비로운 매력을 더했다.

### 주목할 만한 오리엔탈리즘 예술가
오리엔탈리즘 장르의 주목할 만한 예술가로는 장-레옹 제롬 들라크루아 (1824–1904), 알렉상드르 가브리엘 데캉 (1803–1860), 프레더릭 레이턴 (1830–1896), 외젠 알렉시스 지라르데 (1853–1907), 그리고 윌리엄 홀먼 헌트 (1827–1910)가 있으며, 이들은 모두 동양의 거리 풍경, 무역 및 상업에서 영감을 얻었다. 프랑스 화가 장 에티엔 리오타르는 17세기에 이스탄불을 방문하여 터키 가정 생활을 담은 파스텔화를 그렸다. 카이로의 전통 저택에서 몇 년간 살았던 영국 화가 존 프레더릭 루이스는 중동 생활의 사실적인 풍경을 담은 매우 상세한 작품을 그렸다. 에드윈 로드 윅스는 19세기에 오리엔탈리즘 장르의 주목할 만한 미국 예술가이자 작가였다. 그의 부모는 부유한 차와 향신료 상인이어서 그의 여행과 그림에 대한 관심을 지원할 수 있었다. 1895년에 윅스는 『흑해를 거쳐 페르시아와 인도를 거쳐』라는 여행기를 쓰고 그림을 그렸다. 거리 생활과 시장 기반 무역 장면을 작품에 포함한 다른 주목할 만한 오리엔탈리즘 장르 화가로는 장-레옹 제롬 들라크루아 (1824–1904), 알렉상드르 가브리엘 데캉 (1803–1860), 프레더릭 레이턴 (1830–1896), 외젠 알렉시스 지라르데 (1853–1907), 그리고 윌리엄 홀먼 헌트 (1827–1910)가 있으며, 이들은 모두 동양의 거리 풍경, 무역 및 상업에서 영감을 얻었다.

### 오리엔탈리즘 문학
근대 초기에는 동양 소설과 여행기가 번성했다.
동양을 방문한 많은 영국인들은 자신들의 여행에 대한 이야기를 썼다. 오리엔탈리즘 전통의 영국 낭만주의 문학은 18세기 초, 아라비안 나이트의 첫 번역본(1705-08년 프랑스어에서 영어로 번역됨)에서 기원한다. 이 작품의 인기는 작가들이 새로운 장르인 동양 이야기를 개발하도록 영감을 주었다. 새뮤얼 존슨의 『라스셀라스, 아비시니아 왕자 이야기』 (1759)는 이 장르의 18세기 중반의 예이다. 바이런의 『오리엔탈 이야기』는 낭만주의 오리엔탈리즘 장르의 또 다른 예이다.
이 작품들은 비허구적이라고 주장되었지만, 악명 높게도 신뢰할 수 없었다. 이들 기록 중 다수는 시장 장소, 무역 및 상업에 대한 상세한 설명을 제공했다. 여행기의 예로는 올림프 오두아르가 1865년에 출판한 『이집트의 미스터리들이 밝혀지다』와 자크 마조렐의 1922년에 출판된 『아틀라스와 안티-아틀라스에서 화가의 여행 일기』가 있다.

### 회화 및 드로잉 갤러리

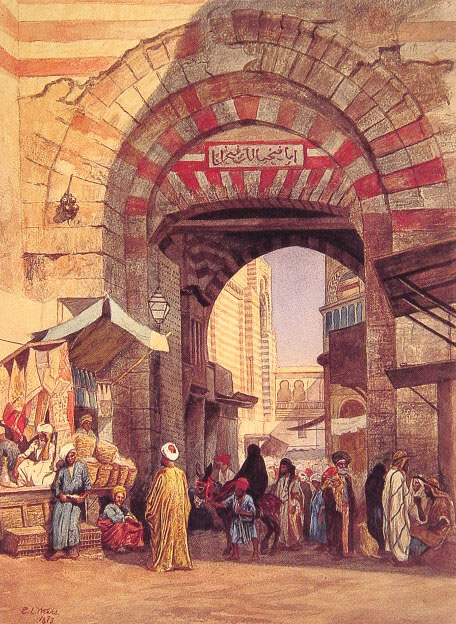
에드윈 로드 윅스, 1873년 작, 무어 바자르
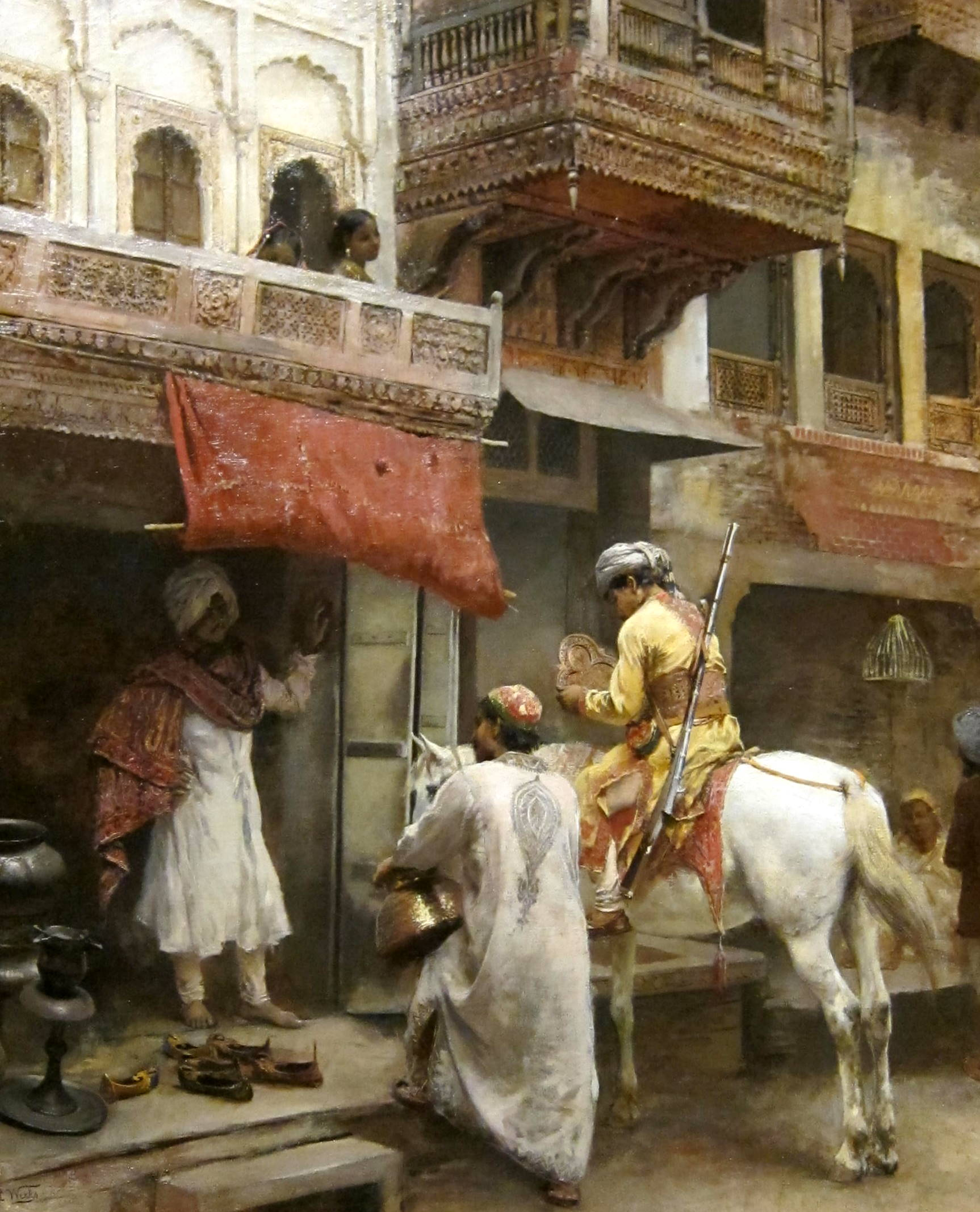
에드윈 로드 윅스, 1885년경 작, 인도 거리 풍경
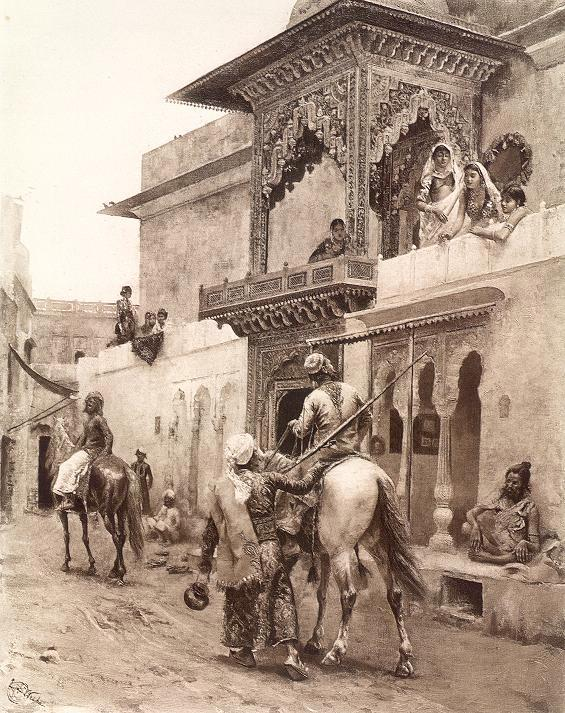
에드윈 로드 윅스, 1880년대 작, 델리 거리의 카슈미르 여행자
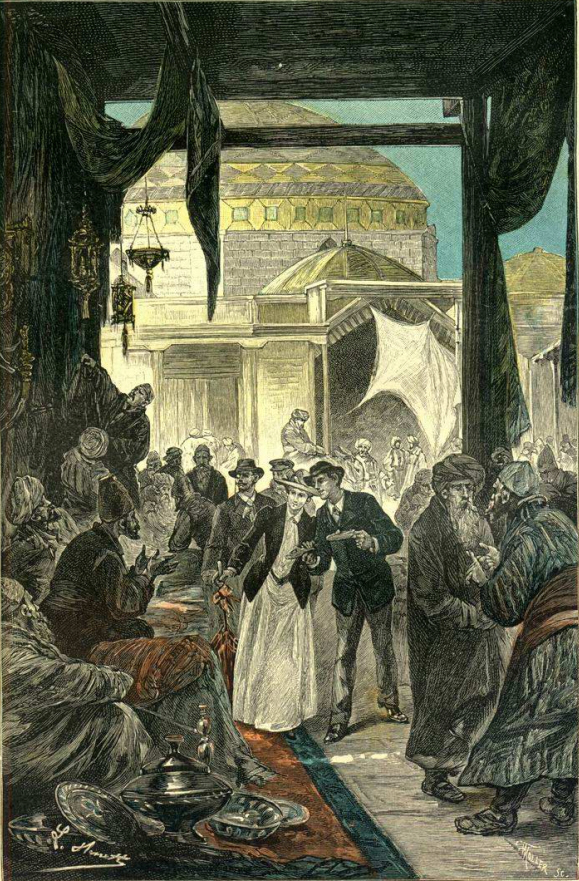
쥘 베른 소설의 삽화, 레옹 베네트, 1893년 작, 사마르칸트 바자르
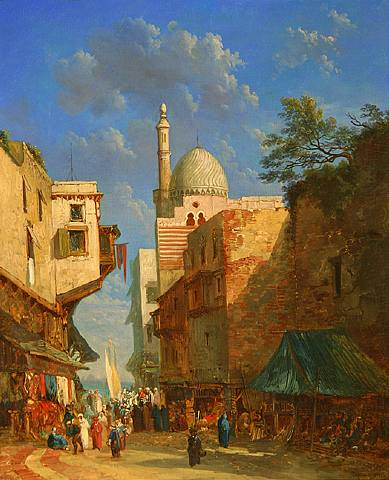
알렉상드르 데포, 1856년 작, 바자르
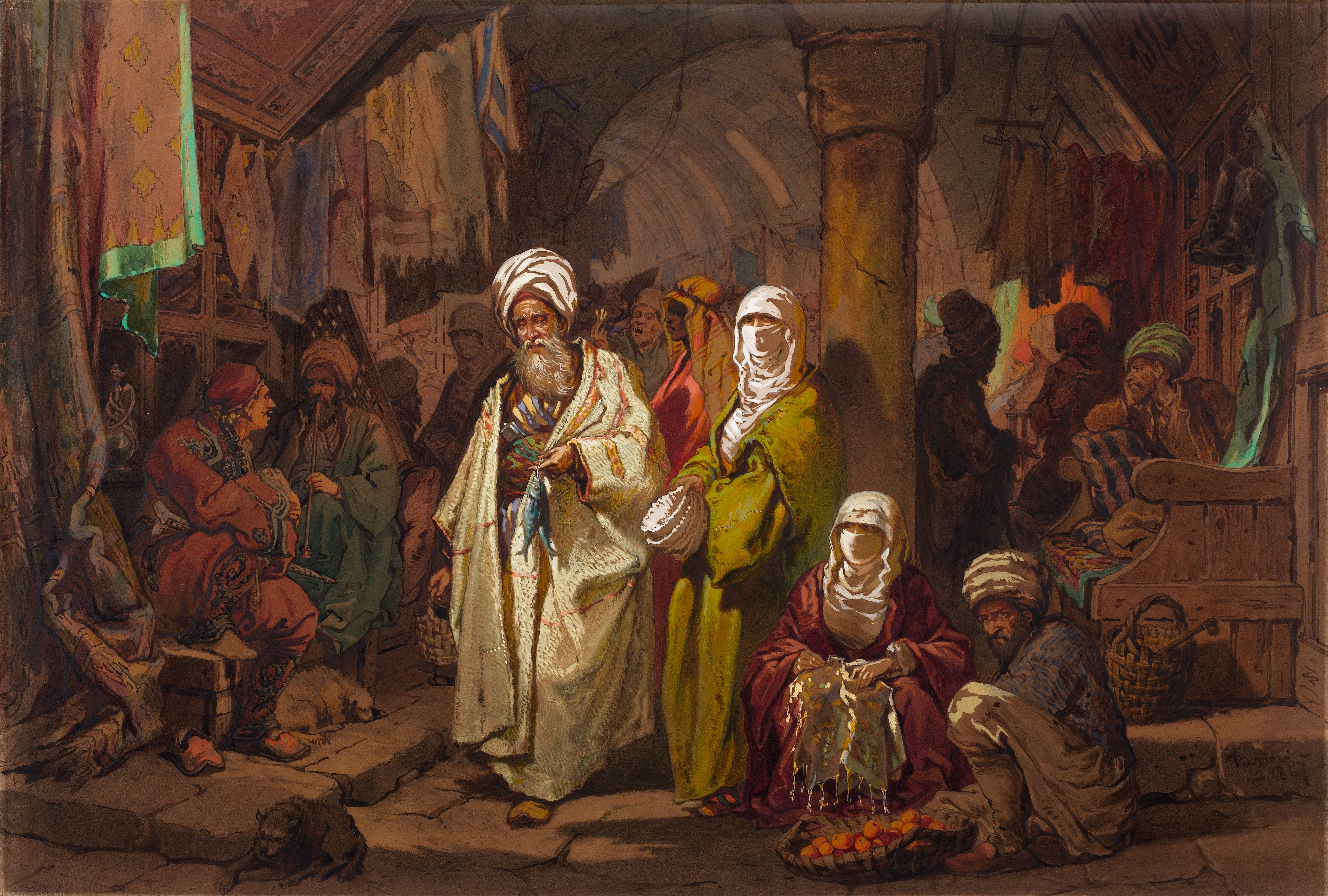
아메데오 프레지오시, 19세기 후반 작, 이스탄불의 그랜드 바자르
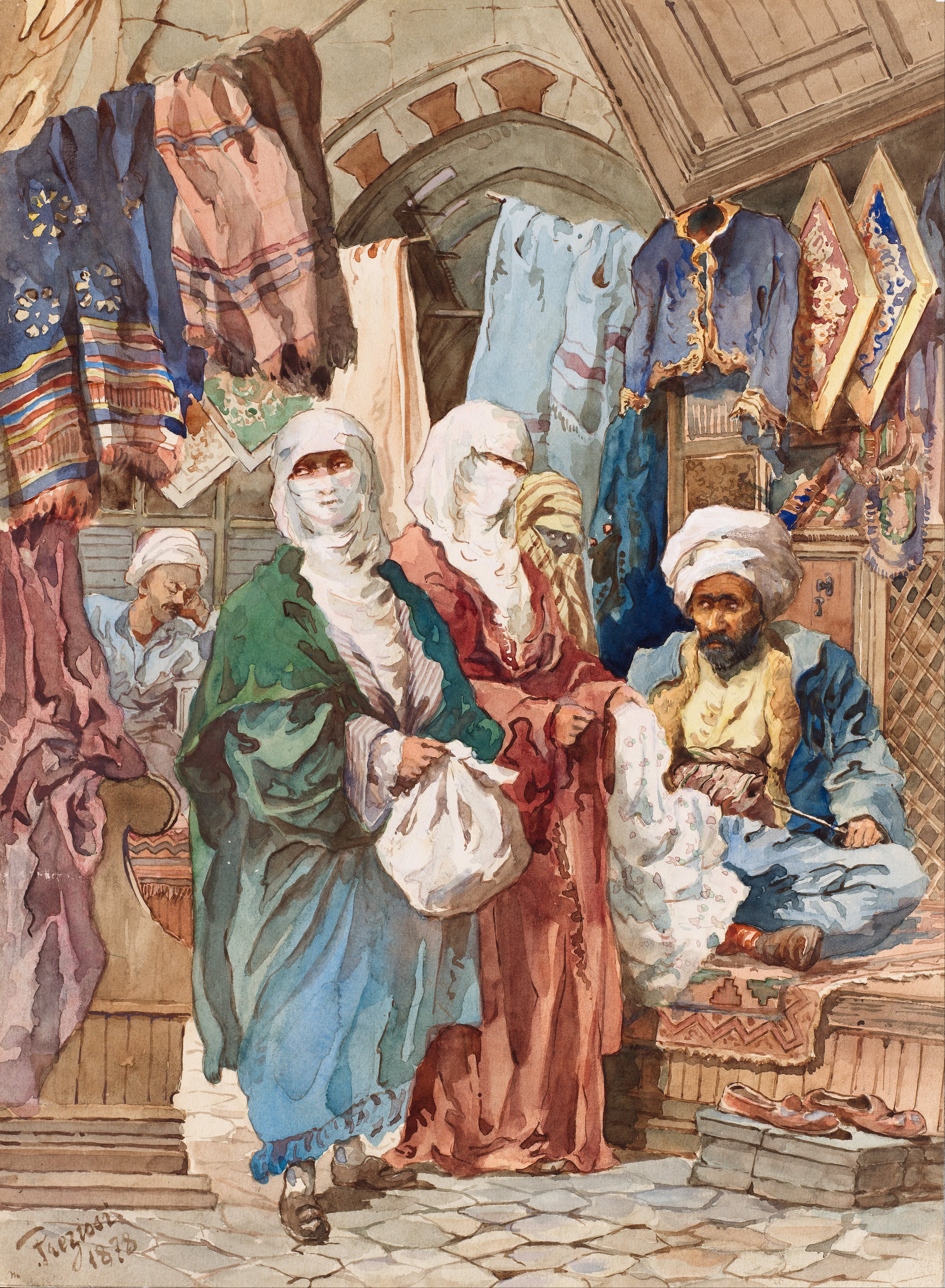
아메데오 프레지오시, 19세기 후반 작, 실크 바자르
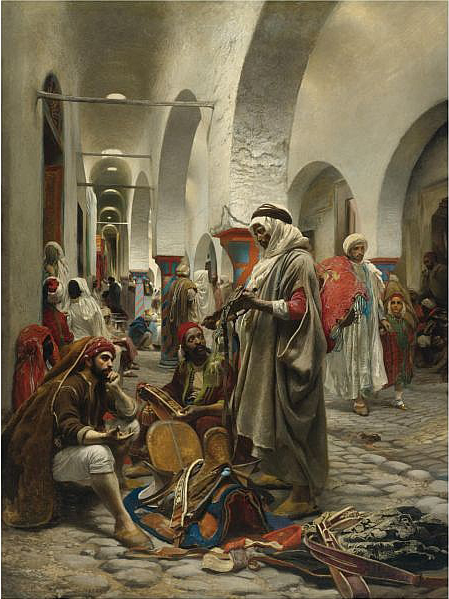
안톤 로베르트 라인베버, 1921년 이전 작, 튀니스 직물 수크
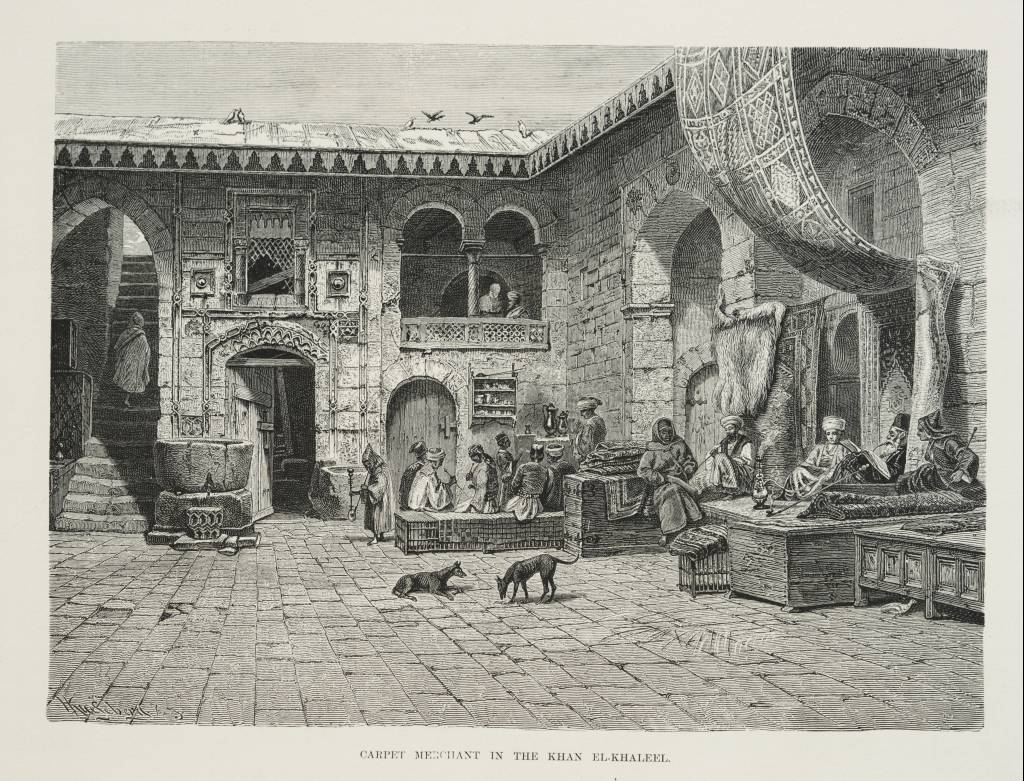
게오르그 에버스, 이집트: 서술적, 역사적, 그림 같은, 1권, 1878년 작, 칸 엘 칼릴의 카펫 상인
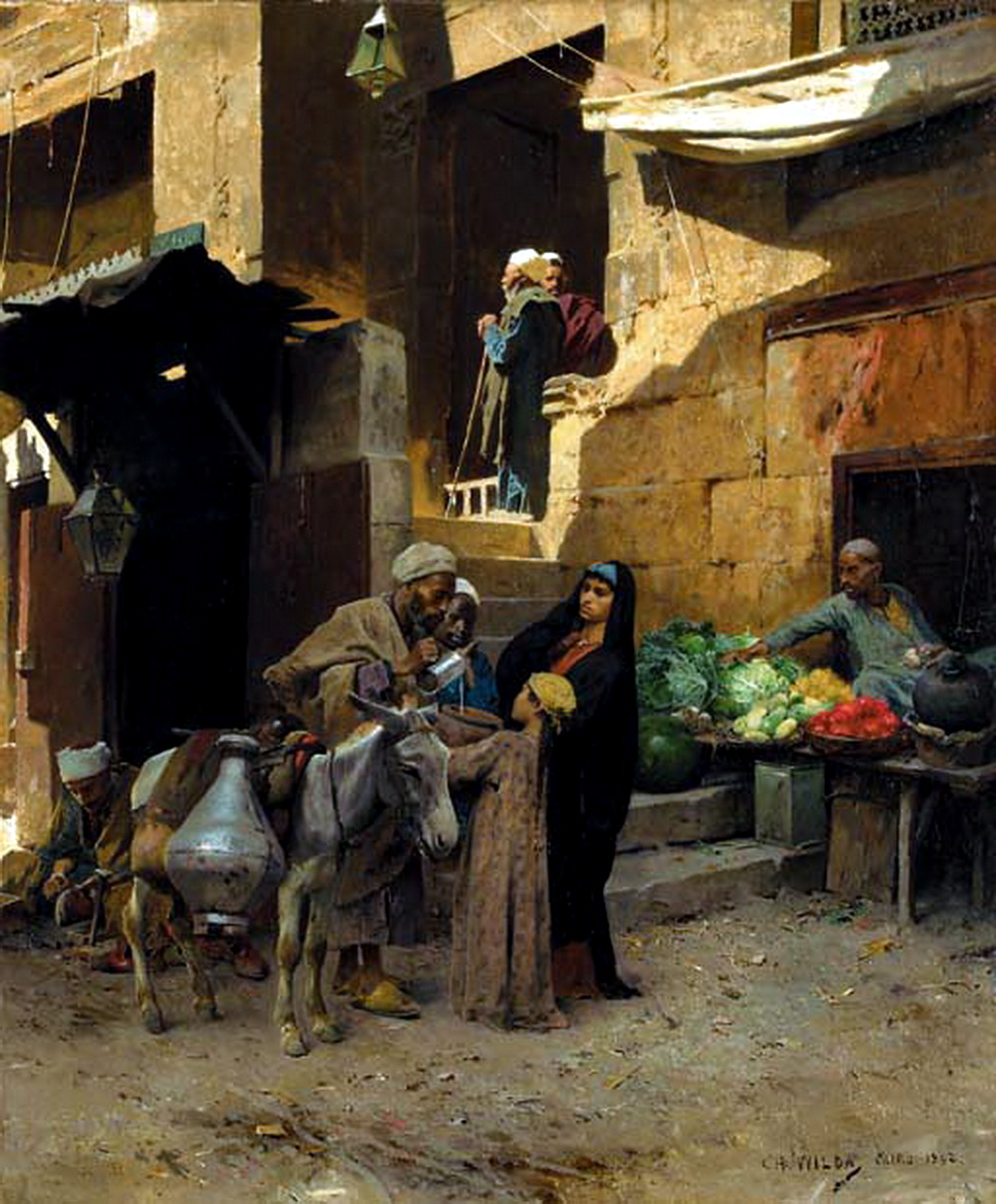
샤를 빌다, 1892년 작, 카이로 수크 내부
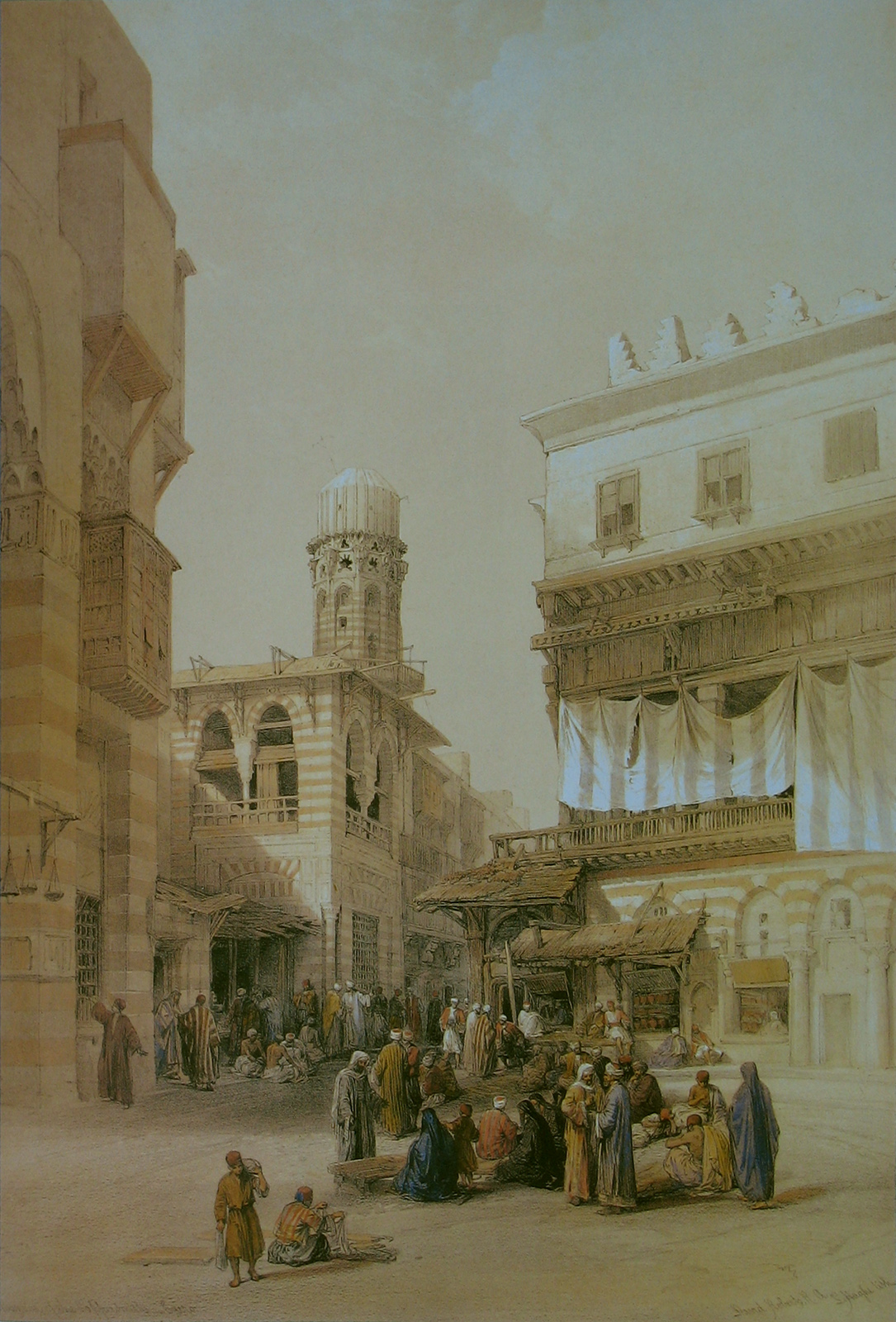
데이비드 로버츠, 1838년 작, 카이로의 구리 세공인 바자르
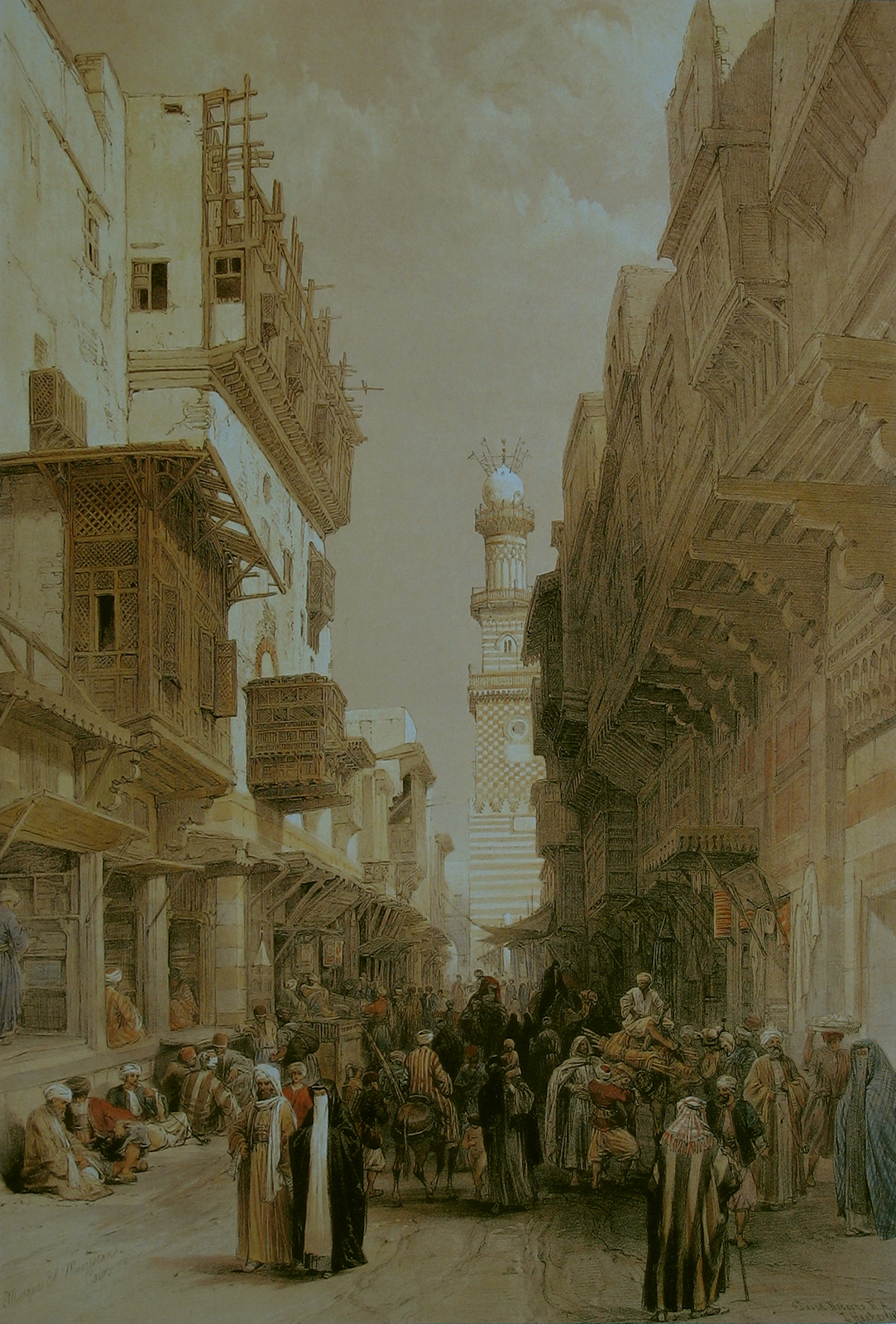
데이비드 로버츠, 1838년 작, 카이로의 바자르 엘 무 리스탄
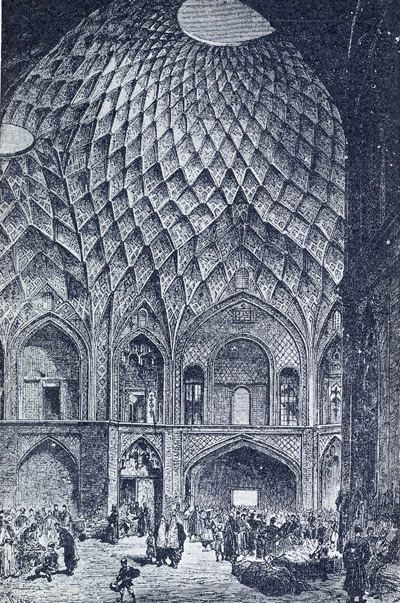
카샨 바자르의 팀체 아민 오 돌레,  1800년경

## 같이 보기
- 바자리
- 오리엔탈리즘 예술가 목록

시장, 바자르, 수크의 유형:
- 하트 바자르 – (하트라고도 함) 남아시아의 야외 바자르 또는 시장.
- 실내 스왑 미트 - 바자르와 유사한 시장을 가리키는 미국 지역 용어.
- 란다 바자르 – 중고품을 판매하는 최종 시장 또는 시장 (남아시아)
- 미나 바자르 – 비영리 단체를 위한 기금을 모으는 바자르.
- 파사르 말람 – 말레이시아, 인도네시아, 싱가포르의 야시장으로, 저녁에 열리며 일반적으로 주거 지역의 거리에서 열린다.
- 파사르 파기 – 말레이시아, 인도네시아, 싱가포르에서 새벽부터 정오까지 거래되는 습식 시장을 중심으로 하는 아침 시장.
- 쇼텐가이 - 일본의 상업 지구 스타일로, 일반적으로 차량 통행이 금지된 지역 시장 거리 형태를 띤다.

시장 및 일반 소매:
- 시장
- 쇼핑몰
- 아케이드 – 한쪽 또는 양쪽에 상점이 늘어선 덮개형 통로.
- 마케팅의 역사

## 참고
1. ↑  페르시아어: بازار bâzâr; 아랍어: بازار; 오스만 튀르크어: پازار pazar; 우즈베크어: bozor; 힌디어: बाज़ार; 펀자브어: ਬਜ਼ਾਰ।; 벵골어: বাজার; 우르두어: بازار; 쿠르드어:  بازاڕ bazar

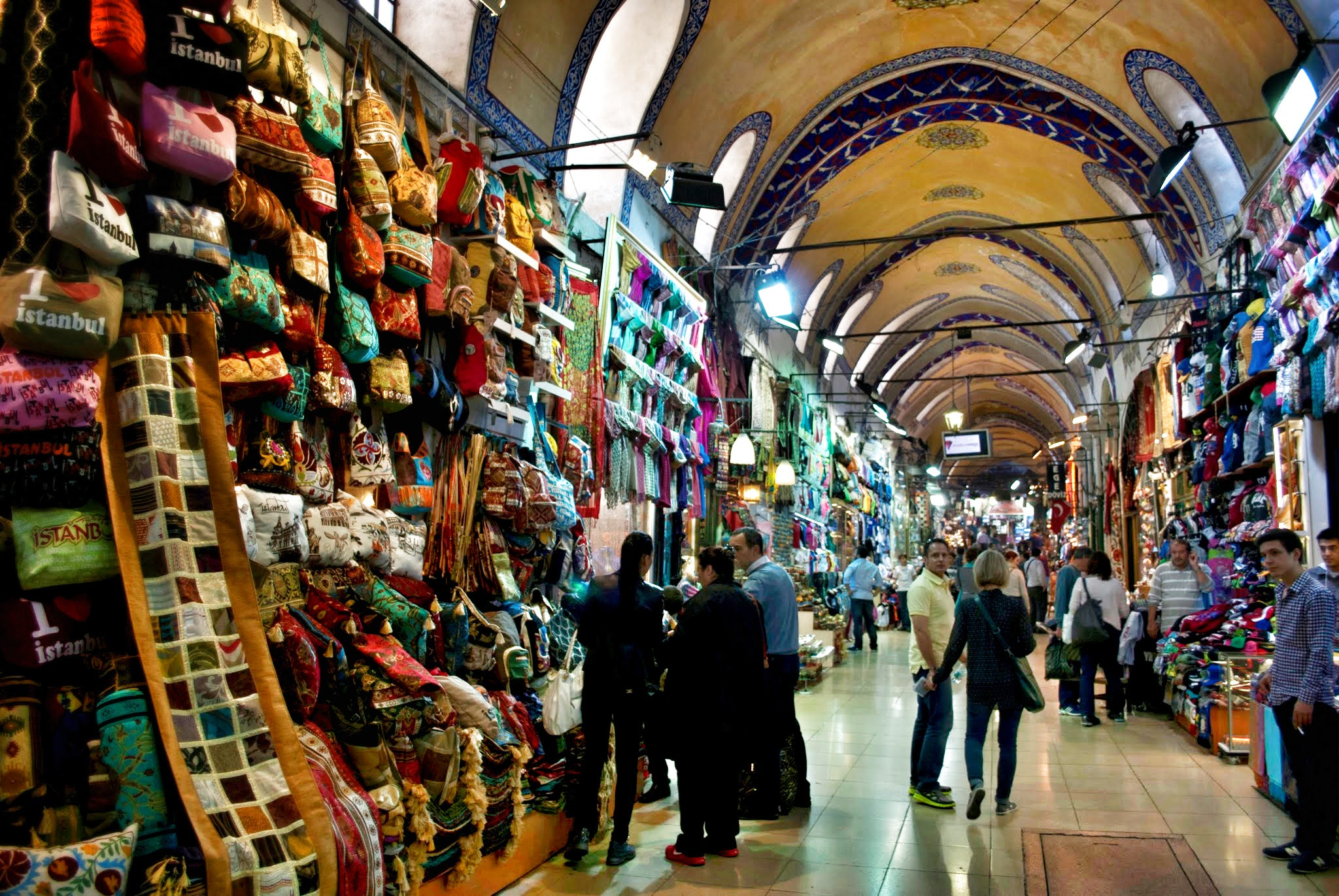
튀르키예 이스탄불의 카팔르차르슈

2. ↑  히브리어: שׁוּק; 아랍어: سوق. In English, the word can also be spelled souq or suq.

## 더 읽어보기
- The Persian Bazaar: Veiled Space of Desire (Mage Publications) by Mehdi Khansari
- The Morphology of the Persian Bazaar (Agah Publications) by Azita Rajabi.
- Assari, Ali; T.M.Mahesh (December 2011). 《Compararative Sustainability of Bazaar in Iranian Traditional Cities: Case Studies in Isfahan and Tabriz》 (PDF). 《International Journal on Technical and Physical Problems of Engineering》 3. 18–24쪽. 2013년 1월 6일에 확인함.